# Mary Ann Vecchio
Mary Ann Vecchio, nata Maria Anna Vecchio (Palermo, 4 dicembre 1955), è un'attivista statunitense, di origini italiane.
È il soggetto della fotografia vincitrice del Premio Pulitzer a opera del fotografo John Filo, scattata poco dopo la sparatoria della Kent State il 4 maggio 1970.
La fotografia ritrae Mary Ann Vecchio, che all'epoca aveva quattordici anni, inginocchiata dinanzi al corpo di Jeffrey Miller, uno dei quattro studenti assassinati dalla National Guard dell'Ohio pochi istanti prima. Mary Ann Vecchio si era unita alla protesta all'interno del campus, dove aveva fatto amicizia con Sandra Scheuer (uccisa) e Alan Canfora (ferito al polso destro).

## Biografia
Mary Ann Vecchio proviene da una famiglia d'immigrati italiani stanziatisi a Opa-locka, in Florida, dove ha frequentato la Westview Junior High School. Ha vissuto un'adolescenza problematica, tra litigi familiari e consumo di marijuana, che l'hanno spinta a scappare di casa facendo l'autostop e attraversando gli Stati Uniti, dormendo spesso nei campi frequentati dagli hippie e svolgendo lavori occasionali.

### Sparatoria della Kent State
Il 4 maggio 1970 Mary Ann si trovava alla Kent State University, nel nord dell'Ohio. Il 30 aprile il presidente Richard Nixon aveva annunciato un'invasione statunitense in Cambogia e gli studenti stavano organizzando una protesta contro la guerra. Mentre camminava verso il campus, dove si stavano radunando i manifestanti, Mary Ann fece conoscenza con uno studente universitario. I due videro uno studente che sventolava una bandiera nera, schernendo una linea della National Guard che sembrò ripiegare, ma che poi sparò più di sessanta colpi sugli studenti.
Mary Ann cadde a terra durante lo sparo. Quando alzò lo sguardo lo studente con cui stava parlando, Jeffrey Miller, giaceva morto accanto a lei, con una pallottola conficcata nella mandibola. Cadde in ginocchio piangente vicino al suo corpo, con gli studenti li vicino che sembravano troppo storditi o confusi per reagire. Altre foto pubblicate quarantanove anni dopo mostrano la ragazza correre verso il corpo di Miller da lontano, facendo supporre che lei non era vicino a lui quando fu colpito.
Altri tre studenti giacevano morti nelle vicinanze e Mary Ann, in base ai suoi ricordi, dichiarò di essere scappata dalla scena fino a quando non ha visto gli uomini della National Guard radunare gli studenti su un autobus. Stordita e desiderosa di andarsene salì sull'autobus e viaggiò per due ore fino a Columbus, in Ohio, dove i genitori stavano aspettando i loro figli che frequentavano la Kent State. Mary Ann si ritrovò in una città a lei sconosciuta vagabonda e in cerca di cibo e riparo.

### Conseguenze
Mary Ann fece l'autostop da Colombus con l'intenzione di raggiungere la California. Venne a conoscenza che l'FBI stava cercando proprio la ragazza nella foto, quindi non disse a nessuno chi fosse. Tuttavia un altro ragazzo di Indianapolis la riconobbe e la segnalò a un giornalista dell'Indianapolis Star. Mary Ann parlò con il giornalista, sperando che le avrebbe dato il biglietto dell'autobus per arrivare in California. Invece venne denunciata alla polizia locale, che la detenne in un carcere minorile come fuggitiva, prima di rimandarla a Opa-locka.

### Vita successiva
Mary Ann scappò di nuovo di casa, fu arrestata mandata in un carcere minorile. Scappata anche dalla detenzione minorile, venne nuovamente catturata. Dopo essere stata rilasciata venne costantemente inseguita dalla polizia, che l'arrestò per il continuo consumo di marijuana.
All'età di ventidue anni Mary Ann si trasferì a Las Vegas, in Nevada, dove sposò Joe Gillum nel 1979 e lavorò in una caffetteria di un casinò. Visse a Las Vegas per quasi vent'anni e nel 1995 si incontrò con John Filo in occasione di una conferenza all'Emerson College di Boston in occasione del 25º anniversario della sparatoria. Tornò di nuovo alla Kent State University per la 36ª commemorazione a maggio del 2006 e per l'anno seguente.
Nel 2001 conseguì il diploma di scuola superiore all'età di 46 anni. Dopo esser tornata in Florida lavorò presso la Trump National Doral Miami e prese lezioni al Miami Dade Community College per specializzarsi in terapia respiratoria. Dopo la laurea lavorò presso il Veterans Affairs Center del Jackson Memorial Hospital di Miami, senza mai rivelare di essere la ragazza della famosa foto della Kent State e di non essersi mai resa conto di avere mostrato disturbi da stress a seguito delle vicende del 1970.
Dopo essere andata in pensione si è trasferita vicino alle Everglades, coltivando avocado e arance su un piccolo appezzamento.